# EHF Champions League 2023-2024 (maschile)
L'EHF Champions League 2023-2024 è stata la 64ª edizione della Champions League, organizzata dall'EHF per squadre maschili di pallamano.
A vincere la competizione è stato, per la dodicesima volta nella sua storia, il Barcellona, che ha sconfitto in finale l'Aalborg.

## Formato
Le sedici squadre sono divise in due gruppi da otto componenti ciascuno; viene disputato un girone all'italiana, con partite di andata e ritorno. Al termine delle gare del girone, le prime due classificate si qualificano direttamente ai quarti di finale, le squadre classificatesi dal terzo al sesto posto invece disputano gli ottavi di finale. 
Negli ottavi e nei quarti di finale si giocano sfide di andata e ritorno: chi nel punteggio complessivo vince, passa al turno successivo. Per quanto riguarda le Final Four, si disputano due semifinali in gara secca, dove le vincenti si sfideranno nuovamente in gara unica per la vittoria del torneo.

## Squadre partecipanti
Sulle sedici squadre partecipanti, dieci sono qualificate di diritto mentre alle altre sei verranno assegnate delle wild card. A fare domanda per le wild card sono state dieci squadre. Il 20 giugno l'EHF ha ufficializzato le squadre partecipanti alla stagione 2023-2024.
| Ammesse direttamente | Ammesse direttamente | Ammesse direttamente |
| -------------------- | -------------------- | -------------------- |
| Paris-Saint Germain  | Magdeburgo           | GOG                  |
| Barcellona           | Kielce               | Pelister             |
| Veszprém             | Porto                | Kiel                 |
| Celje                |                      |                      |
| Ammesse su invito    |                      |                      |
| Montpellier          | Pick Szeged          | Aalborg              |
| Zagabria             | Wisła Płock          | Kolstad              |

## Fase a gironi

### Girone A

#### Classifica
| Pos | Squadra             | G  | V  | N | P  | GF  | GS  | DG  | Pt | Qualificazione |
| --- | ------------------- | -- | -- | - | -- | --- | --- | --- | -- | -------------- |
| 1   | Kiel                | 14 | 10 | 2 | 2  | 410 | 379 | +31 | 22 | Quarti         |
| 2   | Aalborg             | 14 | 8  | 3 | 3  | 430 | 382 | +48 | 19 | Quarti         |
| 3   | Paris-Saint Germain | 14 | 8  | 1 | 5  | 431 | 412 | +19 | 17 | Playoff        |
| 4   | Kielce              | 14 | 6  | 4 | 4  | 413 | 402 | +11 | 16 | Playoff        |
| 5   | Zagabria            | 14 | 6  | 2 | 6  | 373 | 373 | 0   | 14 | Playoff        |
| 6   | Pick Szeged         | 14 | 6  | 1 | 7  | 401 | 414 | −13 | 13 | Playoff        |
| 7   | Kolstad             | 14 | 5  | 1 | 8  | 393 | 401 | −8  | 11 |                |
| 8   | Pelister            | 14 | 0  | 0 | 14 | 333 | 421 | −88 | 0  |                |

#### Risultati
|                      | KIE   | PSG   | KIEL  | ZAG   | AAL   | SZE   | PEL   | KOL   |
| -------------------- | ----- | ----- | ----- | ----- | ----- | ----- | ----- | ----- |
| Kielce               | ––––  | 30-29 | 36-36 | 28-24 | 31-34 | 27-27 | 35-25 | 31-23 |
| Paris Saint-Germain  | 35-26 | ––––  | 28-34 | 35-31 | 33-30 | 37-33 | 31-26 | 28-28 |
| Kiel                 | 35-31 | 26-24 | ––––  | 33-22 | 18-27 | 35-32 | 29-23 | 26-25 |
| Zagabria             | 22-22 | 28-26 | 23-30 | ––––  | 30-30 | 30-25 | 27-18 | 31-20 |
| Aalborg              | 35-35 | 30-32 | 27-27 | 32-22 | ––––  | 31-26 | 38-23 | 27-25 |
| OTP Bank-Pick Szeged | 26-25 | 29-31 | 27-28 | 27-26 | 34-27 | ––––  | 34-26 | 29-27 |
| Eurofarm Pelister    | 21-24 | 25-31 | 20-23 | 22-23 | 28-33 | 27-28 | ––––  | 22-31 |
| Kolstad              | 30-34 | 36-31 | 34-30 | 25-34 | 18-29 | 37-24 | 34-27 | –––-  |

### Girone B

#### Classifica
| Pos | Squadra     | G  | V  | N | P  | GF  | GS  | DG  | Pt | Qualificazione |
| --- | ----------- | -- | -- | - | -- | --- | --- | --- | -- | -------------- |
| 1   | Magdeburgo  | 14 | 12 | 0 | 2  | 439 | 384 | +55 | 24 | Quarti         |
| 2   | Barcellona  | 14 | 11 | 0 | 3  | 473 | 409 | +64 | 22 | Quarti         |
| 3   | Veszprém    | 14 | 10 | 0 | 4  | 489 | 436 | +53 | 20 | Playoff        |
| 4   | Montpellier | 14 | 7  | 0 | 7  | 411 | 396 | +15 | 14 | Playoff        |
| 5   | GOG         | 14 | 6  | 1 | 7  | 429 | 445 | −16 | 13 | Playoff        |
| 6   | Wisła Płock | 14 | 5  | 1 | 8  | 376 | 386 | −10 | 11 | Playoff        |
| 7   | Porto       | 14 | 4  | 0 | 10 | 409 | 480 | −71 | 8  |                |
| 8   | Celje       | 14 | 0  | 0 | 14 | 400 | 490 | −90 | 0  |                |

#### Risultati
|                       | GOG   | VES   | BAR   | MAG   | WIS   | MON   | POR   | CEL   |
| --------------------- | ----- | ----- | ----- | ----- | ----- | ----- | ----- | ----- |
| GOG                   | ––––  | 36-30 | 23-30 | 25-32 | 32-32 | 32-27 | 35-27 | 38-36 |
| Telekom Veszprém      | 34-31 | ––––  | 30-31 | 28-30 | 28-21 | 33-31 | 35-24 | 41-31 |
| Barcellona            | 38-30 | 36-41 | ––––  | 32-20 | 32-25 | 34-37 | 40-33 | 39-30 |
| Magdeburgo            | 35-27 | 28-33 | 29-28 | ––––  | 28-22 | 28-24 | 37-33 | 39-23 |
| Orlen Wisła Płock     | 26-30 | 37-30 | 25-28 | 26-28 | ––––  | 22-18 | 29-28 | 30-25 |
| Montpellier           | 36-25 | 31-37 | 25-30 | 25-28 | 30-28 | ––––  | 35-24 | 32-21 |
| Porto                 | 32-31 | 26-40 | 30-38 | 31-40 | 24-23 | 25-29 | ––––  | 32-30 |
| Celje Pivovarna Laško | 30-34 | 33-40 | 31-37 | 27-37 | 25-30 | 29-31 | 29-30 | –––-  |

## Fase ad eliminazione

### Playoff
| Squadra 1   | Totale | Squadra 2           | Andata | Ritorno |
| ----------- | ------ | ------------------- | ------ | ------- |
| Wisła Płock | 59-64  | Paris-Saint Germain | 26-30  | 33-34   |
| Pick Szeged | 62-76  | Veszprém            | 30-37  | 32-39   |
| GOG         | 53-66  | Kielce              | 25-33  | 28-33   |
| Zagabria    | 51-57  | Montpellier         | 27-27  | 24-30   |

### Quarti di finale
| Squadra 1           | Totale | Squadra 2  | Andata | Ritorno        |
| ------------------- | ------ | ---------- | ------ | -------------- |
| Montpellier         | 60-61  | Kiel       | 39-30  | 21-31          |
| Kielce              | 52-53  | Magdeburgo | 27-26  | 25-27 (d.t.r.) |
| Veszprém            | 60-64  | Aalborg    | 32-31  | 28-33          |
| Paris-Saint Germain | 53-62  | Barcellona | 22-30  | 31-32          |

### Final Four

#### Tabellone
|  | Semifinali | Semifinali | Semifinali |            |         | Finale          | Finale          | Finale          |  |
|  |            |            |            |            |         |                 |                 |                 |  |
|  | Magdeburgo | Magdeburgo | 26         |            |         |                 |                 |                 |  |
|  | Magdeburgo | Magdeburgo | 26         |            |         |                 |                 |                 |  |
|  | Aalborg    | Aalborg    | 28         |            |         |                 |                 |                 |  |
|  | Aalborg    | Aalborg    | 28         |            | Aalborg | Aalborg         | 30              |                 |  |
|  |            |            |            |            | Aalborg | Aalborg         | 30              |                 |  |
|  |            |            | Barcellona | Barcellona | 31      |                 |                 |                 |  |
|  | Barcellona | Barcellona | Barcellona | Barcellona | 31      | 30              |                 |                 |  |
|  | Barcellona | Barcellona |            |            |         | 30              |                 |                 |  |
|  | Kiel       | Kiel       | 18         |            |         | Finale 3º posto | Finale 3º posto | Finale 3º posto |  |
|  | Kiel       | Kiel       | 18         |            |         |                 |                 |                 |  |
|  |            |            |            |            |         |                 |                 |                 |  |
|  |            |            |            |            |         | Magdeburgo      | Magdeburgo      | 28              |  |
|  |            |            |            |            |         | Magdeburgo      | Magdeburgo      | 28              |  |
|  |            |            |            |            |         | Kiel            | Kiel            | 32              |  |

#### Semifinali
| Arbitri: | Charlotte Bonaventura Julie Bonaventura |

|              |           |         |
| Magnússon 10 | Marcatori | Hoxer 8 |

| Arbitri: | Daniel Accoto Martins Roberto Accoto Martins |

|              |           |           |
| Richardson 5 | Marcatori | Duvnjak 4 |

#### Finale 3º posto
| Arbitri: | Adam Biró Oliver Kiss |

|           |           |             |
| Mertens 7 | Marcatori | Johansson 7 |

#### Finale
| Arbitri: | Slave Nikolov Gjorgji Nachevski |

|          |           |              |
| Hansen 8 | Marcatori | Richardson 8 |